# José Luis Gómez (direttore teatrale)
José Luis Gómez García (Huelva, 19 aprile 1940) è un attore e direttore teatrale spagnolo.

## Biografia
Dopo gli studi all'Istituto d'arte drammatica di Vestfalia, a Bochum, ed alla scuola di Jacques Lecoq, a Parigi, a partire dal 1964 lavora come attore e mimo nei principali teatri tedeschi.
Dopo l'incontro con Jerzy Grotowski a Breslavia, nel 1971, fa ritorno in Spagna, dove produce, dirige e recita in opere come Una relazione per un'accademia, di Kafka, e Kaspar, di Peter Handke, calcando scenari spagnoli e latinoamericani.
Nel 1978, dopo un periodo di studi a New York con Lee Strasberg, prende la direzione del  Centro Dramático Nacional, insieme a Núria Espert e a Ramón Tamayo, e due anni dopo quella del Teatro Español. Le opere più significative di questa fase sono Bodas que fueron famosas del Pingajo, la Fandanga de Rodríguez Méndez e La velada en Benicarló, come pure La vita è sogno e Absalón, entrambe di Calderón de la Barca.
Nel 1992 dirige La vita è sogno nel Théâtre de l’Odéon e, l'anno successivo, Carmen nell'Opéra Bastille, entrambe a Parigi.
A partire dal 1994, si è impegnato nel concepimento, nella gestione e nella direzione del Teatro de La Abadía, inaugurato nel 1995.
Nel 2009 recita come coprotagonista ne Gli abbracci spezzati di Pedro Almodóvar.
Nel 2011 torna a recitare per Almodóvar ne La pelle che abito in un ruolo minore. Nello stesso anno è stato scelto dalla Real Academia Española per prendere il posto dello scomparso Francisco Ayala.

## Filmografia parziale
- Pascual Duarte, regia di Ricardo Franco (1976)
- L'ultimo inquisitore (Goya's Ghosts) , regia di Miloš Forman (2006)
- Gli abbracci spezzati (Los abrazos rotos), regia di Pedro Almodóvar (2009)
- La pelle che abito (La piel que habito), regia di Pedro Almodóvar (2011)
- Truman - Un vero amico è per sempre (Truman), regia di Cesc Gay (2015)
- Finale a sorpresa - Official Competition (Competencia official), regia di Mariano Cohn e Gastón Duprat (2022)

## Doppiatori italiani
- Angelo Nicotra in Gli abbracci spezzati, La pelle che abito
- Oreste Rizzini in L'ultimo inquisitore
- Michele Gammino in Finale a sorpresa - Official Competition